# Seelbach (Westerwald)
Seelbach (Westerwald) ist eine Ortsgemeinde im Landkreis Altenkirchen (Westerwald) in Rheinland-Pfalz. Sie gehört der Verbandsgemeinde Altenkirchen-Flammersfeld an.

## Geographie
Seelbach liegt etwa drei Kilometer östlich von Flammersfeld. Durch den Ort fließt die Wied.
Zu Seelbach gehört auch der Weiler Bettgenhausen.

## Geschichte
Seelbach gehörte zum Kirchspiel Flammersfeld in der Grafschaft Sayn und wurde in den Urkunden des Kirchspielgerichts erstmals im Jahr 1569 genannt. Nach der Teilung der Grafschaft Sayn gehörte Seelbach bis 1799 zur Grafschaft Sayn-Hachenburg. Bis 1806 stand der Ort unter der Herrschaft von Nassau-Weilburg und bis 1815 gehörte er zum Herzogtum Nassau. 1815 wurde das Kirchspiel Flammersfeld dem Königreich Preußen zugeordnet, verwaltungsmäßig gehörte Seelbach zur Bürgermeisterei Flammersfeld im 1816 neu gebildeten Kreis Altenkirchen.
Um 1900 baute die Gemeinde eine Brücke über die Wied, die bis dahin nur über eine Furt zu durchqueren war. 1911 wurde der „Bahnhof Flammersfeld“ in Seelbach erbaut, und bis 1968 gab es in Seelbach eine eigene Volksschule, in der acht Jahrgänge in einem Raum unterrichtet wurden. Seit den 1980er-Jahren veranstaltet Das Rote Haus e. V. ein Musik- und Kleinkunstprogramm.
Seit 1946 gehört der Ort zum damals neu entstandenen Land Rheinland-Pfalz.
Bevölkerungsentwicklung
Die Entwicklung der Einwohnerzahl von Seelbach, die Werte von 1871 bis 1987 beruhen auf Volkszählungen:
| Jahr | Einwohner |
| ---- | --------- |
| 1815 | 160       |
| 1835 | 183       |
| 1871 | 200       |
| 1905 | 242       |
| 1939 | 260       |

| Jahr | Einwohner |
| ---- | --------- |
| 1950 | 333       |
| 1961 | 310       |
| 1970 | 343       |
| 1987 | 279       |
| 1997 | 339       |

| Jahr | Einwohner |
| ---- | --------- |
| 2005 | 350       |
| 2011 | 319       |
| 2017 | 301       |
| 2023 | 272       |

## Politik

### Gemeinderat
Der Gemeinderat in Seelbach (Westerwald) besteht aus sechs Ratsmitgliedern, die bei der Kommunalwahl am 9. Juni 2024 in einer Mehrheitswahl gewählt wurden, und der ehrenamtlichen Ortsbürgermeisterin als Vorsitzender.

### Bürgermeister
Anke Klein wurde am 17. November 2022 Ortsbürgermeisterin von Seelbach. Bei der Direktwahl am 9. Oktober 2022 war sie mit einem Stimmenanteil von 86,11 % gewählt worden. Bei der Direktwahl am 9. Juni 2024 wurde sie als einzige Bewerberin mit 95,5 % für weitere fünf Jahre wiedergewählt.
Kleins Vorgänger Wilfried Klein hatte das Amt im Jahr 2014 übernommen. Bei der Direktwahl am 26. Mai 2019 wurde er für weitere fünf Jahre in seinem Amt bestätigt, legte jedoch sein Amt zum 31. August 2022 vorzeitig nieder.

## Wirtschaft
Im Ort bestehen ein landwirtschaftlicher Betrieb sowie mehrere kleine Handwerks-, Gewerbe- und Dienstleistungsbetriebe.

## Verkehr
Der Bahnhof Flammersfeld (heute ohne SPNV), welcher an der Holzbachtalbahn (Bahnstrecke Engers–Au sowie der Kasbachtalbahn (Linz (Rhein)) – Flammersfeld) liegt, befindet sich auf Seelbacher Gemeindegebiet.

## Denkmäler
- Liste der Kulturdenkmäler in Seelbach (Westerwald)
- Liste der Naturdenkmale in Seelbach (Westerwald)